# Georges Moustaki
Giuseppe Mustacchi (anomenat Iosif en grec, Youssef -estat civil egipci-, Joseph en francès), més conegut pel nom artístic de Georges Moustaki, (Alexandria, 3 de maig de 1934 - Niça, 23 de maig de 2013) fou un cantautor francès d'origen greco-egipci. Se'l considerava com a poliglot, ja que dominava el grec, l'àrab, l'anglès, el portuguès, però principalment el francès.

## Biografia
Neix a Egipte fill de Nissim i Sarah, al si d'una família grega originària de l'illa de Corfú i es cria en un ambient multicultural (jueu, grec, italià, àrab i francès). Molt aviat sent entusiasme per la literatura i la cançó francesa (especialment per Édith Piaf).
S'instal·la a París el 1951, i exerceix diferents treballs: periodista, cambrer en un piano-bar on començarà a tractar les personalitats del món musical de l'època. Sentir cantar Georges Brassens va ser per a ell una revelació. Des de llavors el considerarà el seu mestre, fins al punt d'adoptar el seu nom (Georges) com pseudònim artístic.
El 1958 coneix Édith Piaf i escriurà per a ella la lletra d'una de les seves cançons més populars, Milord. En els anys 60 escriu cançons per als grans noms de la cançó francesa, com Henri Salvador, Colette Renard, Yves Montand, Juliette Gréco, però especialment, per a Serge Reggiani. D'aquesta època són alguns dels seus grans èxits: Sarah, Ma Solitude, Il est trop tard, Ma Liberté i La dame brune' que va interpretar a duo amb Barbara.
El 1968 escriu, compon i interpreta Le Métèque (paraula despectiva per parlar d'un estranger), el seu major èxit, que va marcar un rellançament de la seva carrera artística. El gener de 1970, va fer el seu primer concert com estrella a "Bobino", una famosa sala de music-hall de Montparnasse. A partir de llavors la seva popularitat no ha fet sinó créixer.
L'any 2000 grava en el disc "Y rodará el mundo" de la cantautora catalana Marina Rossell el tema Les anges sont très a la mode (Els àngels estan molt de moda) i comparteixen junts l'escenari del Palau de la Música Catalana de Barcelona l'any 2007 interpretant en català la cançó Vagabond.
El 8 de gener de 2009, Georges Moustaki en un concert al Palau de la Música Catalana de Barcelona va explicar al públic que els seus problemes respiratoris no li permetien assegurar la realització del concert. Només va cantar tres cançons en el que seria el seu darrer concert. El 14 d'octubre de 2011, el cantant anuncià a la premsa que deixava definitivament de cantar.
El 2011, Marina Rossell va enregistrar el disc Marina Rossell canta Moustaki amb les cançons més conegudes del cantant francès adaptades al català per Josep Tero, Pelai Ribas, Lluís Llach i Víctor Obiols.

## Discografia[7]

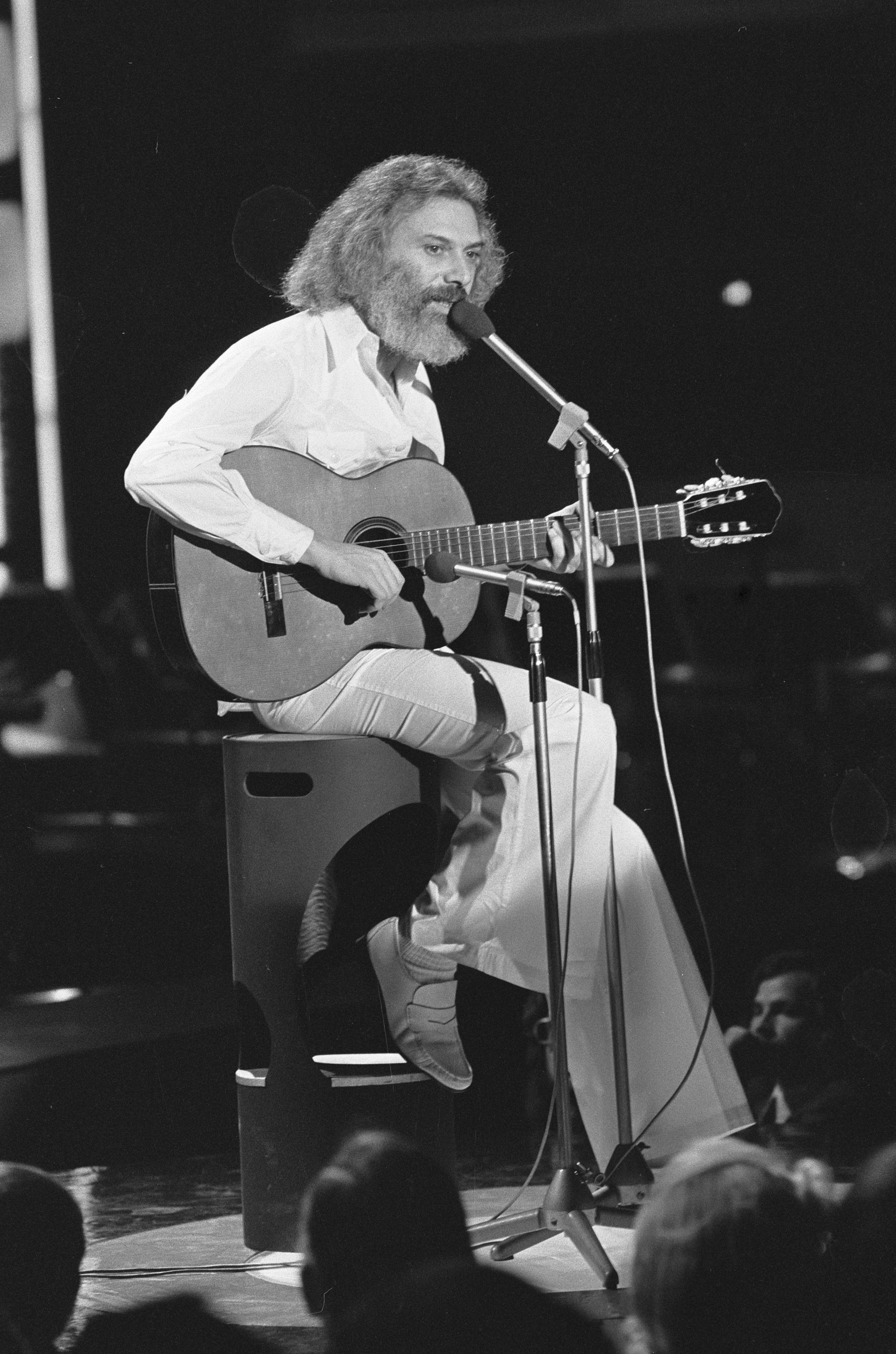
Georges Moustaki

Els 30 àlbums originals (LP de 1961 a 1988 i CD de 1992 a 2008):
- Les orteils au soleil 1961 Ducretet Thomson (Les musiciens, Eden Blues...)
- Le Métèque 1969 Polydor (Ma solitude, Le facteur...)
- Lo straniero 1970 Polydor (Moustaki in italiano)
- El extranjero 1970 Polydor (Moustaki en español)
- Bobino 70 1970 Polydor (En directe al Bobino de París)
- Il y avait un jardin 1971 Polydor (En Méditerranée, Nous sommes deux...)
- Danse 1972 Polydor (La ligne droite, Dix-sept ans...)
- Déclaration 1973 Polydor (Nadjejda, Les eaux de mars...)
- Concert 1973 Polydor (En directe a l'Olympia de París)
- Live in Japan 1974 Polydor (En directe al TBS Hall de Tòquio)
- Les amis de Georges 1974 Polydor (Sans la nommer, Sarah...)
- Moustaki Live 1975 Polydor (En directe al Bobino de París)
- Humblement il est venu 1975 Polydor (Flamenco, La philosophie...)
- Alexandrie 1976 Polydor (Chanson cri, Faire cette chanson...)
- Espérance 1977 Polydor (Bahia, Rock'n'roll raté...)
- Olympia 1978 Polydor (En directe a l'Olympia de París)
- Si je pouvais t'aider 1979 Polydor (La Seine la Cène la scène, Filles d'Ève...)
- Et pourtant dans le monde 1979 Polydor (L'île habitée, Reprends ta vieille guitare...)
- C'est là 1981 Polydor (La vieillesse, Heureusement qu'il y a de l'herbe...)
- Moustaki & Flairck 1982 Polydor (Chansons, Pêcheur...)
- Pornographie 1984 Polydor (Sanfoneiro, Lazy Blues...)
- Joujou 1986 Blue Silver (Nous voulions, L'Espagne au cœur...)
- Moustaki au Dejazet 1988 EPM (En directe al TLP Dejazet de París)
- Méditerranéen 1992 Polygram (Boucle d'oreille, Je passe...)
- Tout reste à dire 1996 Tristar/Sony (Chaque instant est toute une vie, Gentle Jack...)
- Olympia 2000 2000 Polydor (En directe a l'Olympia de París)
- Presqu'en solo 2003 Troubadour Records (En directe a la Filharmònica de Berlín)
- Odéon 2003 Virgin (Quand j'étais un voyou, Emma...)
- Vagabond 2005 Virgin (Les mères juives, J'aimerai la vie...)
- Solitaire 2008 EMI (Le temps de nos guitares, L'inconsolable...)

Els principals CD recopilatoris:
- Racines et errances Polygram 1989 Cançons 1969-1984
- Sagesses et chemins de fortune Polygram 1989 1969-1984
- Jardins secrets et terres promises Polygram 1989 1969-1984
- Voyages et rencontres Polygram 1989 1969-1984
- Ma liberté Polydor 1993 1969-1979
- Les enfants du Pirée EMI 1997 1960-1966
- De Shangaï à Bangkok EMI 1997 1960-1966
- Dans mon hamac EMI 1997 1960-1966
- Le métèque 3CD Polydor 1998 1969-1984
- Un métèque en liberté 2CD Polydor 2000 1969-1984
- Il y avait un jardin Polydor 2001 de 1969 a 1982
- Tout Moustaki ou presque 10CD Polydor-Universal 2002 1961-1996
- Alexandrie. Initiation au voyage CD-DVD Polydor 2003 1969-1996
- Les 50 plus belles chansons 3CD Polydor 2008 1969-1984

## Filmografia[7]
Georges Moustaki va fer dues incursions en el món del cinema com a protagonista de dues pel·lícules: Mendiants et orgueilleux (Jacques Poitrenaud, 1971) i Livingstone (Jean Chapot i Nelly Kaplan, 1981). Altres films on apareix en algun petit paper són: Trans Europe Express (Yutaka Ohara, 1983), Les mouettes (Jean Chapot, 1990), El comte de Monte-Cristo (Josée Dayan, 1998), Alla rivoluzione sulla Due Cavalli (Maurizio Sciarra, 2001), Akoibon (Edouard Baer, 2004) i Navarro (Sèrie de TV, Philippe Davin, 2004).

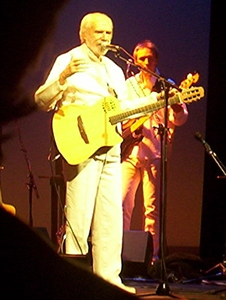
Georges Moustaki

Com a compositor ha escrit música per a les següents pel·lícules:
- Les chiuchachas (curtmetratge d'Henri Garcin, 1961)
- Jusqu'au bout du monde (François Villiers, 1962)
- Le roi du village (Henri Gruel, 1962)
- Vingt-quatre heures d'amant (curtmetratge de Claude Lelouch, 1964)
- Mon filleul et moi (sèrie de TV de Jean Laviron, 1965)
- Comme au premier jour (curtmetratge d'Alain Lartigue, 1965)
- Cécilia, médecin de campagne (sèrie de TV d'André Michel, 1966)
- Le temps de vivre (Bernard Paul, 1968)
- L'Américain (Marcel Bozzuffi, 1969)
- La Fiancée du pirate (Nelly Kaplan, 1969)
- Les hors-la-loi (Tewfik Farès, 1969)
- Laure (sèrie de TV de Moshé Mizrahi, 1969)
- Solo (Jean-Pierre Mocky, 1969)
- Le pistonné (Claude Berri, 1970)
- Le client de la morte saison (Moshé Mizrahi, 1970)
- Mendiants et orgueilleux (Jacques Poitrenaud, 1971)
- Le trèfle à cinq feuilles (Edmond Freess, 1972)
- Rachel's Man (Moshé Mizrahi, 1974)
- Le renard à l'anneau d'or (sèrie de TV de Teff Erhat, 1975)
- Au bou du bout du banc (Peter Kassovitz, 1979)
- Livingstone (Jean Chapot i Nelly Kaplan, 1981)
- Cités à la dérive (sèrie de TV de Robert Manthoulis, 1984)
- Le ressac (sèrie de TV de Charles Paolini, 1984)
- J'ai oublié de te dire (Laurent Vinas-Raymond, 2008)

També ha escrit la música de les obres de teatre següents:
- Les caisses ! qu'est-ce ? (Jean Bouchaud, 1966)
- Les caprices de Marianne (Alfred de Musset, 1967)
- Dioclès (Jacques Audiberti, 1967)
- L'opera de papier (Lou Bonin, 1968)
- Théodore (1988)
- Le cadeau (1988)